# Valldalsvatnet
Valldalsvatnet er en reguleret sø som ligger i Odda kommune i Vestland fylke i Norge. Den ligger i Valldalen, nord for Røldal, længst mod sydøst i det tidligere Hordaland fylke.
Det oprindelige Valldalsvatnet var langt mindre, omkring to kilometer langt, og lå helt mod nord i det nuværende magasin. Vandet blev opdæmmet som en del af Røldal-Suldal-udbyggingen i 1960'erne. En dæmning blev bygget i Hyttejuvet længst mod syd  i Valldalen, og der blev dannet en ny sø som var 10 kilometer lang og omfattede  ned mesteparten af dalstrøget. Før kraftudbyggingen var der en del sæterdrift i Valldalen.